# Ołeksandr Ołeksijenko
Ołeksandr Mykołajowycz Ołeksijenko, ukr. Олександр Миколайович Олексієнко (ur. 13 maja 1979 w Kijowie) – ukraiński piłkarz grający na pozycji napastnika, a wcześniej pomocnika.

## Kariera piłkarska

### Kariera klubowa
Wychowanek Szkoły Piłkarskiej Dynamo Kijów. W 1996 rozpoczął karierę piłkarską w trzeciej drużynie Dynama Kijów. W następnym roku przeszedł do CSKA Kijów. Latem 2001 został zaproszony do Szachtara Donieck, a po zakończeniu sezonu przeniósł się do Metałurha Donieck. W styczniu 2006 jako wolny agent podpisał roczny kontrakt z Arsenałem Kijów. W sierpniu 2007 zasilił skład CSKA Kijów, a potem postanowił zakończyć karierę piłkarską.

## Sukcesy i odznaczenia

### Sukcesy klubowe
- wicemistrz Ukrainy: 2002
- brązowy medalista Mistrzostw Ukrainy: 2003, 2005
- finalista Pucharu Ukrainy: 2001